# Kampen (Overijssel)
Kampen  è una municipalità dei Paesi Bassi di 50.073 abitanti situata nella provincia di Overijssel.
Sorge sulla riva sinistra del fiume IJssel, il corso d'acqua che nel corso dei secoli, ha contribuito contemporaneamente sia al suo sviluppo che al suo declino economico.
La cittadina possiede uno dei centri storici meglio conservati del Paese, comprese tre antiche porte, resti della possente cinta muraria.
Tradizionalmente gli abitanti parlano una variante del dialetto Sallands, conosciuto come Kampers.

## Storia

### Medioevo

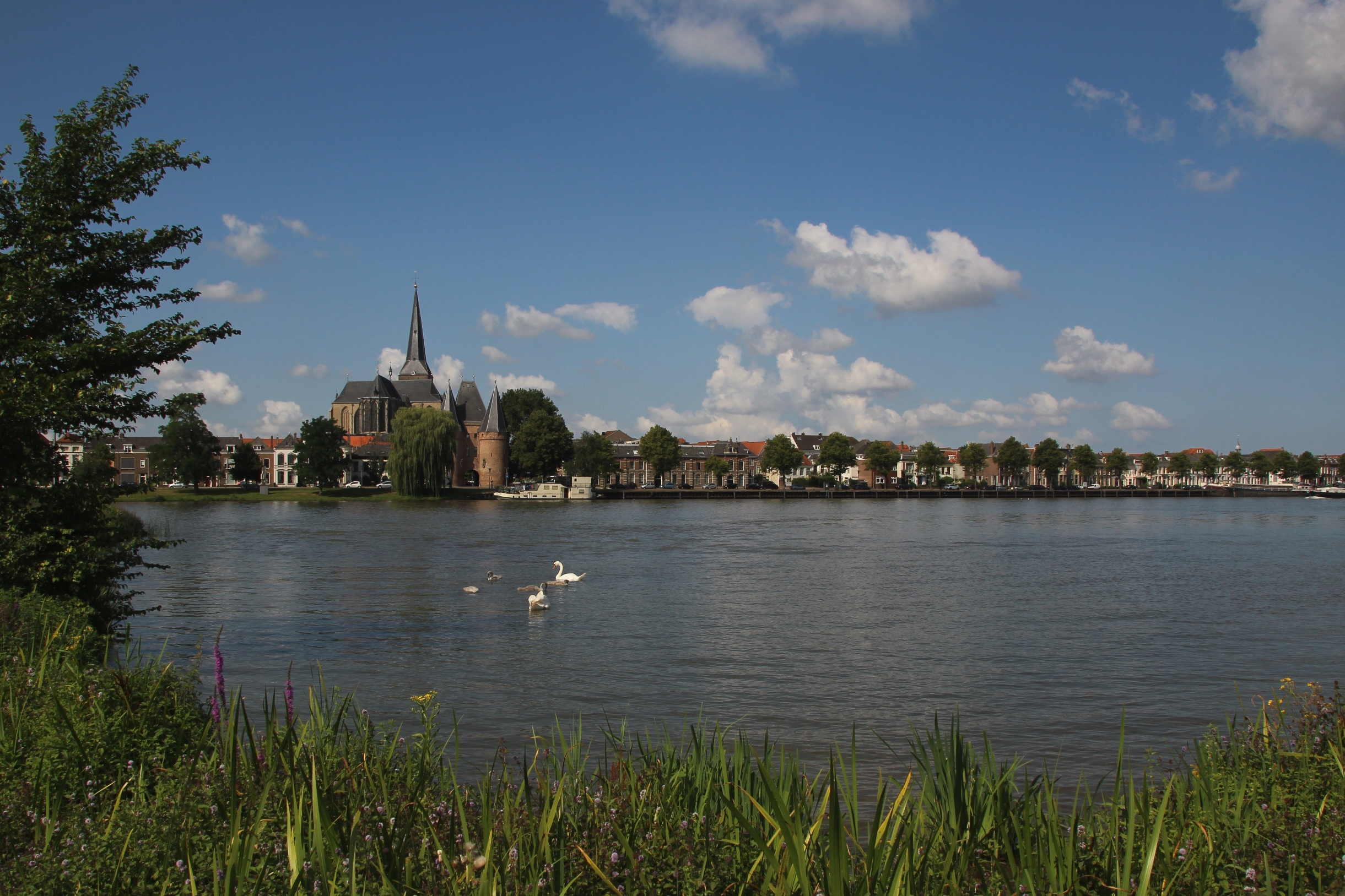
Veduta della città antica dall'IJssel.

Intorno al 1150 esistevano già delle abitazioni in legno in quell'isolotto della riva sinistra del fiume IJssel, in cui sorge l'odierna Kampen; anche se viene menzionata per la prima volta solo nel 1227.
La posizione favorevole sulla rotta commerciale tra il Zuiderzee e il Reno permise a Kampen un rapido sviluppo da semplice insediamento a prospera città commerciale.
Kampen in quel momento era già importante e potente (la "Rotterdam del Medioevo") e possedeva un'enorme flotta di navi da carico. Le sue cocche facevano rotta per il Mar Baltico, intorno alla Danimarca, e scambiavano il sale importato dal Portogallo con le città del Nord. Nel 1236 ottenne i diritti civici e il 24 settembre 1251, con una "Charta" il re Abele di Danimarca concede privilegi mercantili ai marinai cittadini. 
Inoltre aveva buoni rapporti commerciali con l'entroterra grazie alla sua posizione sull'IJssel, un braccio del delta del Reno. 
Nel 1364 Kampen scambia il suo polder di  Mastenbroek, il più antico dei Paesi Bassi, con Jan van Ariel, vescovo di Utrecht, contro il diritto di prosciugare i terreni del delta dell'Ijssel al fine di aumentare la superficie della sua isola.
L'insabbiamento progressivo del fiume IJssel, a partire dal 1430, pose molto gradualmente fine alla prosperità di Kampen. 
Lungo il corso del tempo Kampen non volle mai impegnarsi  in unioni politiche o economiche con altre città, ma quando la Contea d'Olanda mosse guerra alla Lega Anseatica, la città dovette venire a una scelta. Come la sua linfa erano i commerci, ed aveva già una certa importanza nella Lega, vi aderì ufficialmente nel 1441. 

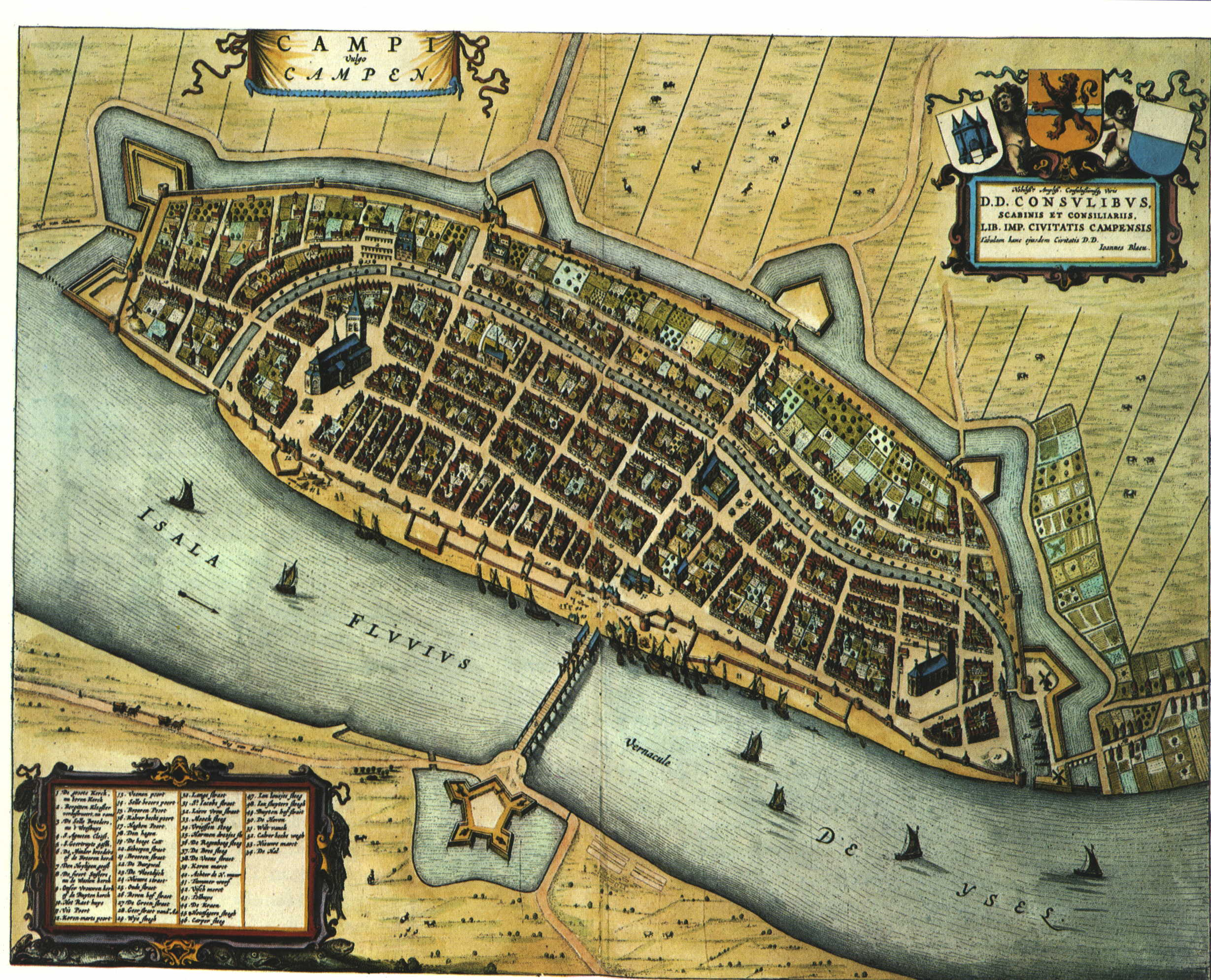
Kampen nel 1652.

Al fine di garantirsi i commerci con l'entroterra, visto le crescenti difficoltà di navigazione, nel 1448 decise di costruire un ponte sull'IJssel. Questo progetto scatenò le proteste delle città del corso inferiore del fiume e di altre anseatiche. Solo con la sua influenza all'interno della lega riuscì ad averne il consenso. Realizzò il ponte nel brevissimo tempo record di cinque mesi.

### Nascita delle Province Unite

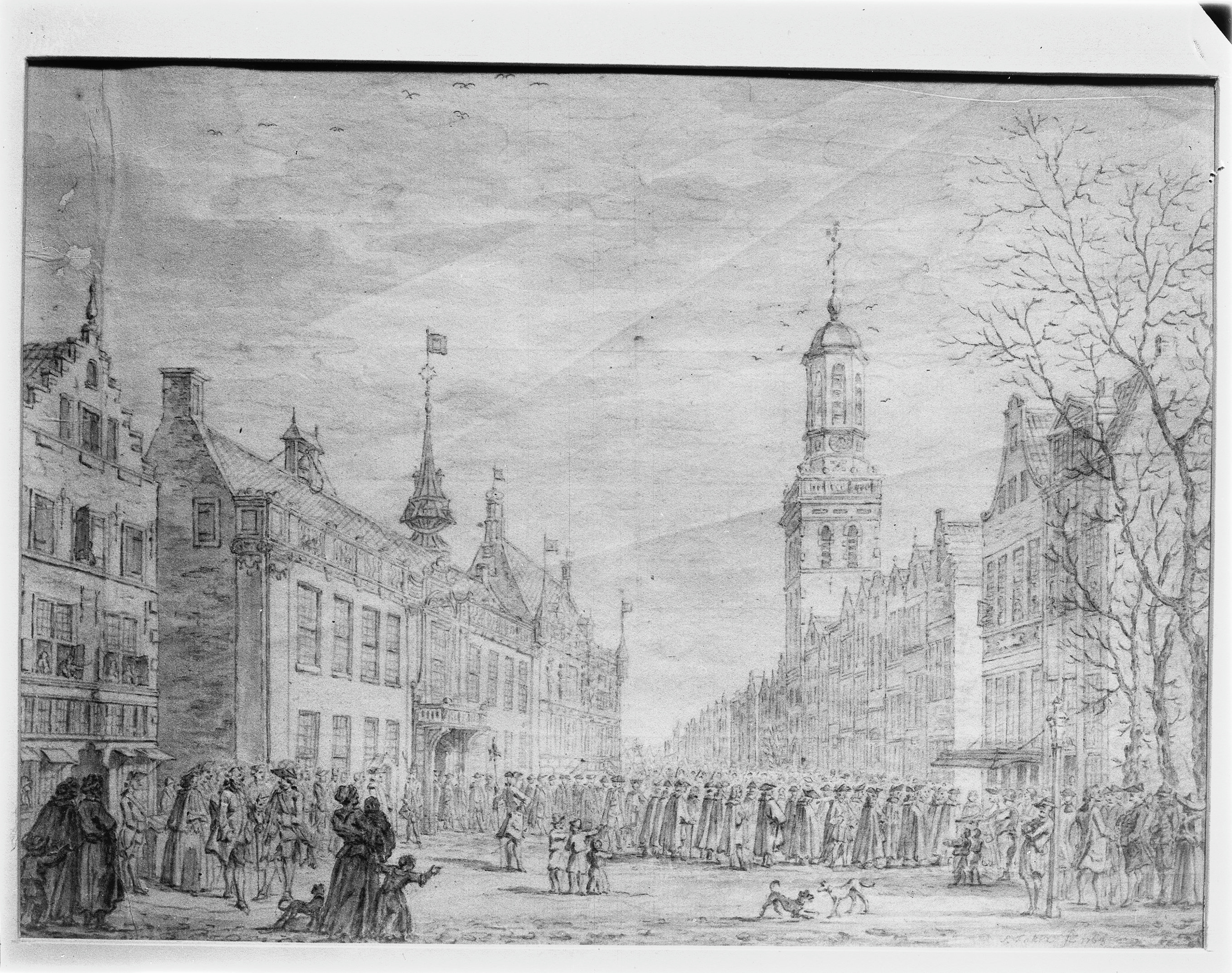
Veduta della città col municipio nel XVIII secolo.

L'11 agosto del 1572 Kampen venne conquistata dai Geuzen di Guglielmo IV van den Bergh, un fratello di Guglielmo d'Orange. Tuttavia, la città si arrese spontaneamente agli Spagnoli dopo il massacro di Zutphen del 15 novembre. 
Nel 1578 Kampen venne assediata da George van Lalaing e la città tornò ai ribelli olandesi.
La Guerra d'Olanda, combattuta tra la Repubblica delle Sette Province Unite e lo schieramento di Inghilterra e Francia, ha significato la fine dell'enorme potere della città.

### XIX secolo
Kampen divenne sempre più difficile da raggiungere dal mare, a causa delle zone umide circostanti che, poco profonde, si insabbiarono facilmente. Nel corso dei secoli precedenti, il corso d'acqua del fiume IJssel venne dragato più volte, ma i costi erano relativamente alti e nel giro di pochi anni il fiume si insabbiò di nuovo. Come l'IJssel aveva diversi bracci sul suo delta, la rotta principale venne spostata più volte. Nel XIX secolo fu messa in atto una nuova strategia per contrastare questo problema: alcuni corsi d'acqua vennero arginati per consentire un maggior flusso dell'acqua ed a una velocità maggiore lasciando uno o due percorsi principali. Così si ebbe il vantaggio che si sedimentassero meno sabbia e limo e che il corso d'acqua si liberasse da solo della sabbia. Una figura chiave fu l'architetto di città Nicolaas Plomp che, oltre al suo lavoro effettuato sul fiume di fronte alla città di Kampen, è stato anche coinvolto in ingegneria idraulica. Infatti costruì una serie di frangiflutti lunghi 2.500 metri con i materiali recuperati dall'abbattimento delle mura per dare all'acqua un'uscita mirata. Nel 1839 ne venne realizzato un altro a 900 metri. 
Inoltre con l'incremento industriale del XIX secolo si provvide alla modernizzazione delle strade, prima di sabbia, e la costruzione di ferrovie.

## Monumenti e luoghi d'interesse

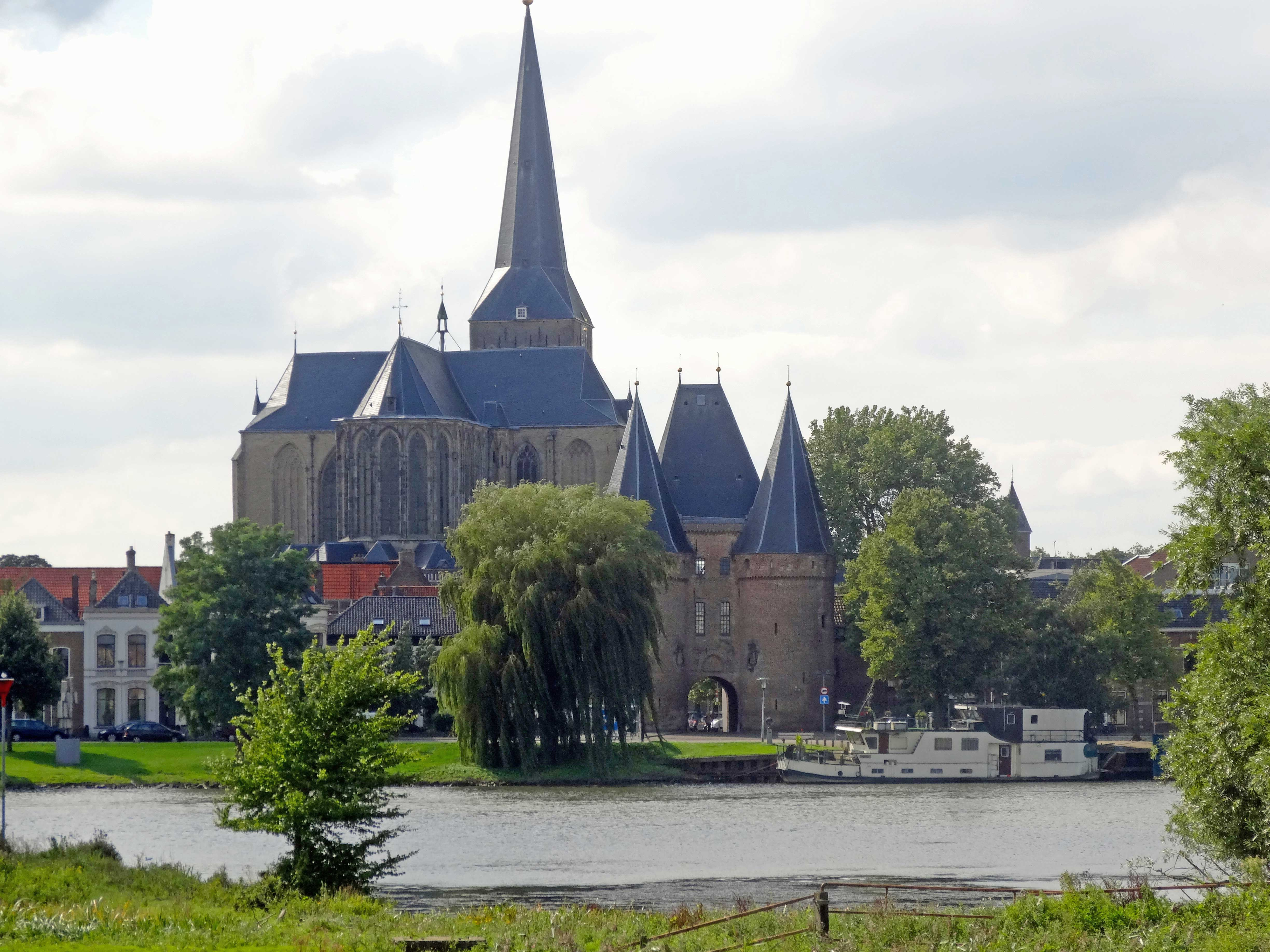
Veduta della Bovenkerk e della Koornmarktspoort.

- Bovenkerk. La Chiesa Superiore, o Chiesa di San Nicola, è un bell'edificio gotico eretto nel XIV-XV secolo; all'interno custodisce un pregevole organo monumentale.
- Stadhuis. Il Municipio è un edificio tardogotico del 1543, con torre ottagonale e statue sulla facciata.
- Nieuwe Toren. La Torre Nuovamente eretta in stile rinascimentale nel 1648-64 da Ph. Vinckboons.
- Antiche Porte. Il centro storico, una volta racchiuso dentro una cinta muraria medievale, conserva ancor oggi tre porte monumentali .

## Amministrazione

### Gemellaggi
- Soest
- Meinerzhagen
- Pápa
- Eilat